# Нокбокс

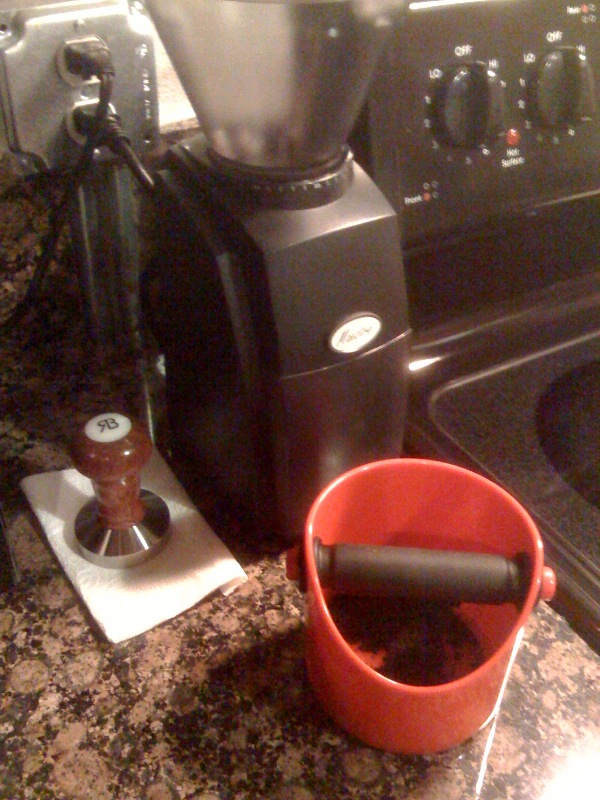
Нокбокс

Нокбокс (англ. Knockbox) — ёмкость, используемая в процессе приготовления эспрессо для сбора и хранения использованного молотого кофе. Они бывают пластические или из нержавеющей стали и имеют специальную прочную перекладину, об которую выбивается холдер.